# 亚历山大·康斯坦丁诺维奇·本肯多夫
亚历山大·康斯坦丁诺维奇·本肯多夫（俄语：Александр Константинович Бенкендорф，1849年8月1日（7月20日）—1917年1月11日（1916年12月29日）），是俄国的外交官，曾担任驻丹麦大使、驻英国大使。